# 台北市日僑學校

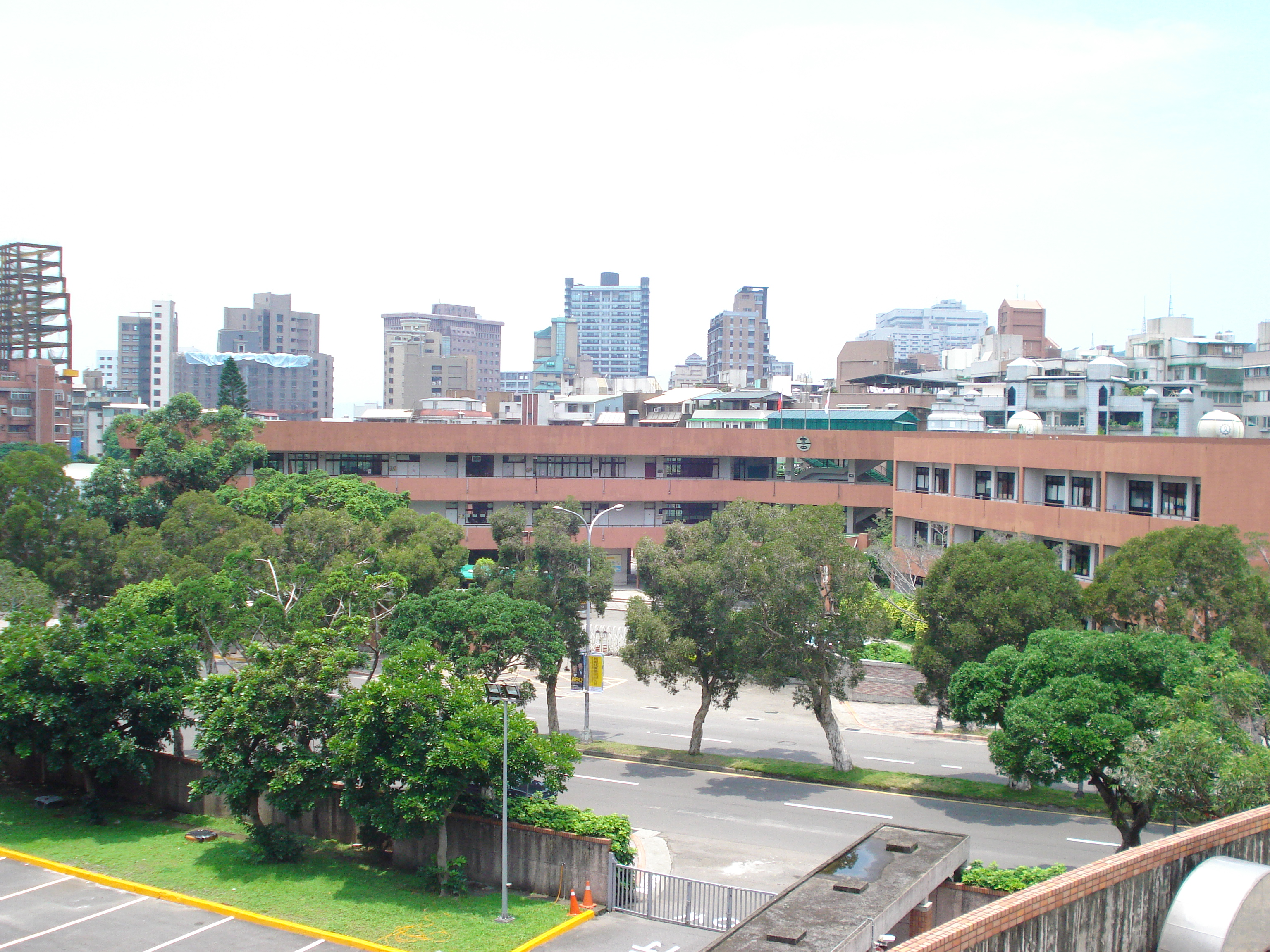
台北市日僑學校

台北市日僑學校（日语：／ taipei nihonjin gakkō */?）是位於台灣台北市士林區天母的日僑學校，1947年成立，早期是「國立台灣大學附設留台日籍人員子女教育班」，在中華民國與日本斷交後曾多次搬遷，於天母的現址是在1983年落成啟用。学生主要是在台湾的日本僑民子女，師資由日本的文部科學省派遣。
台北市日僑學校隔中山北路與台北美國學校相望。除了台北的日僑學校，在臺灣也設有高雄日僑學校與臺中日僑學校。

## 沿革
- 1947年，以「國立臺灣大學附設留用日僑子女教育班」之名的中小學部在台北市溫州街成立，並開始招收學生。
- 1949年，關閉中學部。
- 1951年，移轉至國立臺灣大學校園内（今台北市大安區羅斯福路）。
- 1953年，重新開設中學部，並改稱「台北日本人小・中學校」。更名「台北日本人中小學」。
- 1958年，中學部再度關閉。
- 1959年，搬遷至臺北市廈門街99巷34号，校名改稱「台北日本人小學」。
- 1963年，搬遷至臺北市敦化南路369巷3號。
- 1965年，校名改為「在中華民國日本國大使館附屬台北日本人小學校」。
- 1968年，開辦中學，校名又改名為「在中華民國日本国大使館附屬台北日本人學校」。
- 1969年，校區遷移至臺北市松山區福德街151巷12號。
- 1972年，日本與中華民國斷交後，名稱改為「臺北日本人學校」。
- 1973年，校名改為「私立台北市日僑學校」。
- 1976年，小林亞星完成學校校旗與校歌。
- 1977年：臺中校區成立。
- 1983年：校區遷移台北市士林區中山北路6段785號現址。
- 2020年：於現址重建新校舍。
- 2022年：新校舍啟用。

## 歷任校長
```
1.吉村 慧
2.堤 登
3.手賀 英雄
4.友部 政勝
5.鈴木 明
6.龜山 佳久
7.重山 史朗
8.近藤 裕敏
9.齋藤 稔
10.木村 伸一
```

## 擴展閱讀
日文：
- 土肥 豊 (大阪綜合保育大學（日语：大阪総合保育大学）/Osaka University of Comprehensive Children Education). "台湾の日本人学校の現状と課題" ("The Present Situation and the Problems of the Japanese Schools in Taiwan";Archived 2015-04-10 at WebCite). 大阪綜合保育大學紀要 (Journal of Osaka University of Comprehensive Children Education) (5), 153-172, 2011-03-20. 大阪綜合保育大學. See profile at（页面存档备份，存于） CiNii. 有英文摘要. 大阪綜合保育大學圖書館有本條目。

Not available online:
- 池崎 八生(大分大学教育福祉科学部)和池崎 喜美惠(東京学芸大学生活科学学科). "日本人学校における技術・家庭科教育および情報教育の現状(第1報) : 台北・台中日本人学校の中学部の生徒を対象に" ("Actual condition of industrial arts and home economics, information education in The Japanese school(Taipei,Taichu（原文如此）)"). 大分大学教育福祉科学部研究紀要 (The Research Bulletin of the Faculty of Education and Welfare Science, Oita University) 23(2), 381-394, 2001-10. 大分大学. See profile at（页面存档备份，存于） CiNii. See profile at （页面存档备份，存于） 大分大学学術情報拠点 (Oita University Library).
- 池崎 八生(大分大学教育福祉科学部情報教育コース)と池崎 喜美惠(东京学艺大学教育学部生活科学学科). "日本人学校における技術・家庭科教育および情報教育の現状(第2報) : 台湾在住の児童・生徒を対象に" ("Actual Condition of Industrial arts and Home Economics, Information Education in Japanese School (2nd report) : Students in Taiwan"). 大分大学教育福祉科学部研究紀要 (The Research Bulletin of the Faculty of Education and Welfare Science, Oita University). 26(1), 151-165, 2004-04. 大分大学. See profile at（页面存档备份，存于） CiNii.
- 大崎 博史 (国立特殊教育綜合研究所教育相談部). "中国・広州日本人学校,香港・香港日本人学校小学部香港校,台湾・台北日本人学校における特別支援教育の実情と教育相談支援" (（页面存档备份，存于）). 世界の特殊教育 21, 57-63, 2007-03. 独立行政法人国立特別支援教育綜合研究所 (National Institute of Special Needs Education). - See profile（页面存档备份，存于） at CiNii.
- 堤 登. (前台北日本人学校校長・大阪府豊能町立光風台小学校校長). "珠玉の3年間 : 台北日本人学校での教育実践を通して." 在外教育施設における指導實践記錄 24, 125-128, 2001. 东京学艺大学. See profileArchive.today的存檔，存档日期2015-01-14 at CiNii.
- 平田 幸男. "活用事例 海外日本人学校における校内ネットワーク整備について--台北日本人学校での経過報告." コンピュータ & エデュケーション (Computer & Education) 16, 43-46, 2004. CIEC. See profile（页面存档备份，存于） at CiNii.
- 平田 幸男 (神戶市立千代が丘小学校). "海外日本人学校における校内ネットワーク整備について:―台北日本人学校での経過報告―." コンピュータ & エデュケーション (Computer & Education) 16(0), 43-46, 2004. CIEC. See profile（页面存档备份，存于） at CiNii. Available at J-Stage and Crossref.
- 今井 美樹. "台北日本人学校夏祭り." 交流 (836), 21-23, 2010-11 . 交流協会. See profile（页面存档备份，存于） at CiNii.
- 宇野 光道. "台北日本人学校における指導実践 (海外子女教育<特集>)." 文部時報 (The Monthly Journal of Mombusho) (1196), p64-67, 1977-01. ぎょうせい. See profile（页面存档备份，存于） at CiNii.
- 平川 惣一. "海外あちらこちら 台北日本人学校における国際結婚家庭子女の現状と課題." 教育じほう (622), 86-88, 1999-11. 東京都新教育研究会. See profile（页面存档备份，存于） at CiNii.

## 外部連結
- 台北市日僑學校/台北日本人學校 （页面存档备份，存于）